# Puglianello
Puglianello är en ort och kommun i provinsen Benevento i regionen Kampanien i Italien. Kommunen hade 1 334 invånare (2017).